# Biserica de lemn din Nemoiu

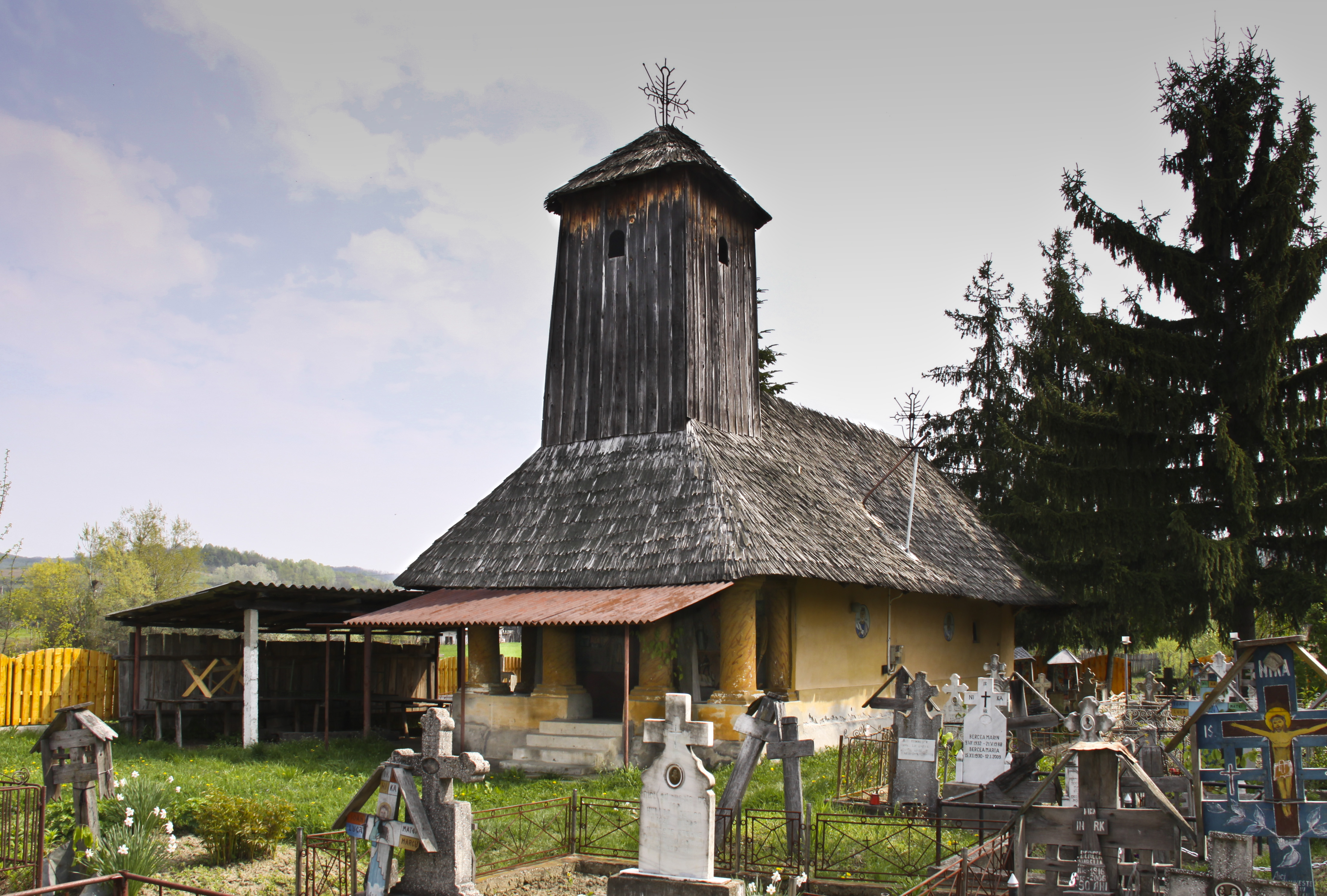
Biserica de lemn din Nemoiu, vedere dinspre sud-vest, foto: 2010

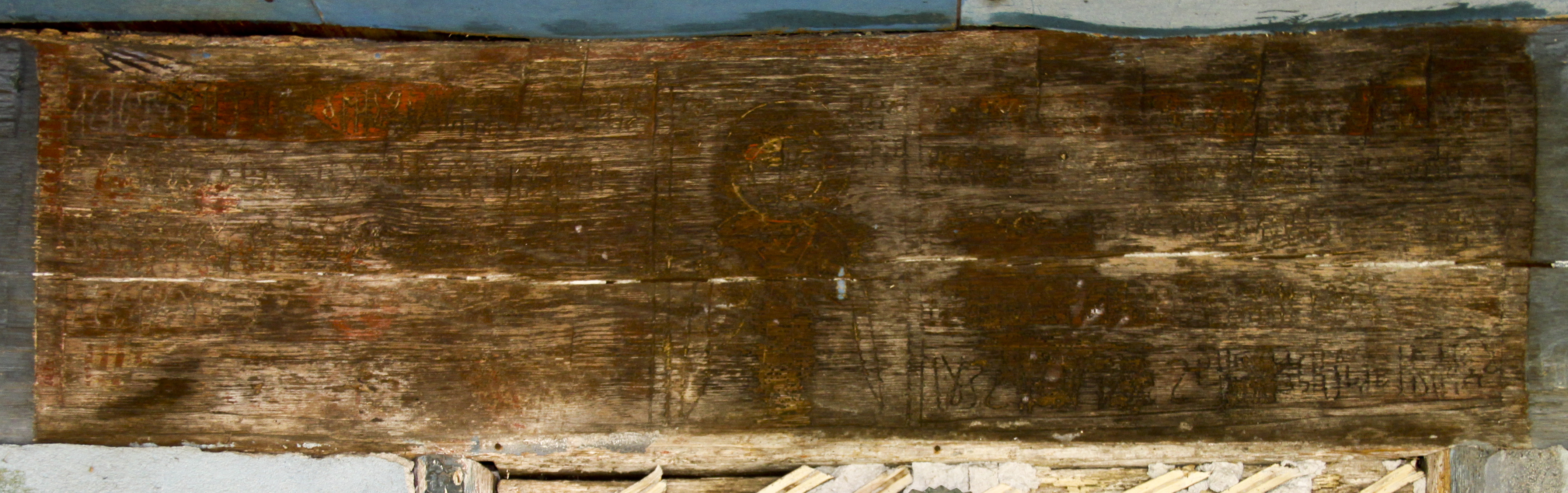
Pisania de la 1832, peste intrare, foto: 2010

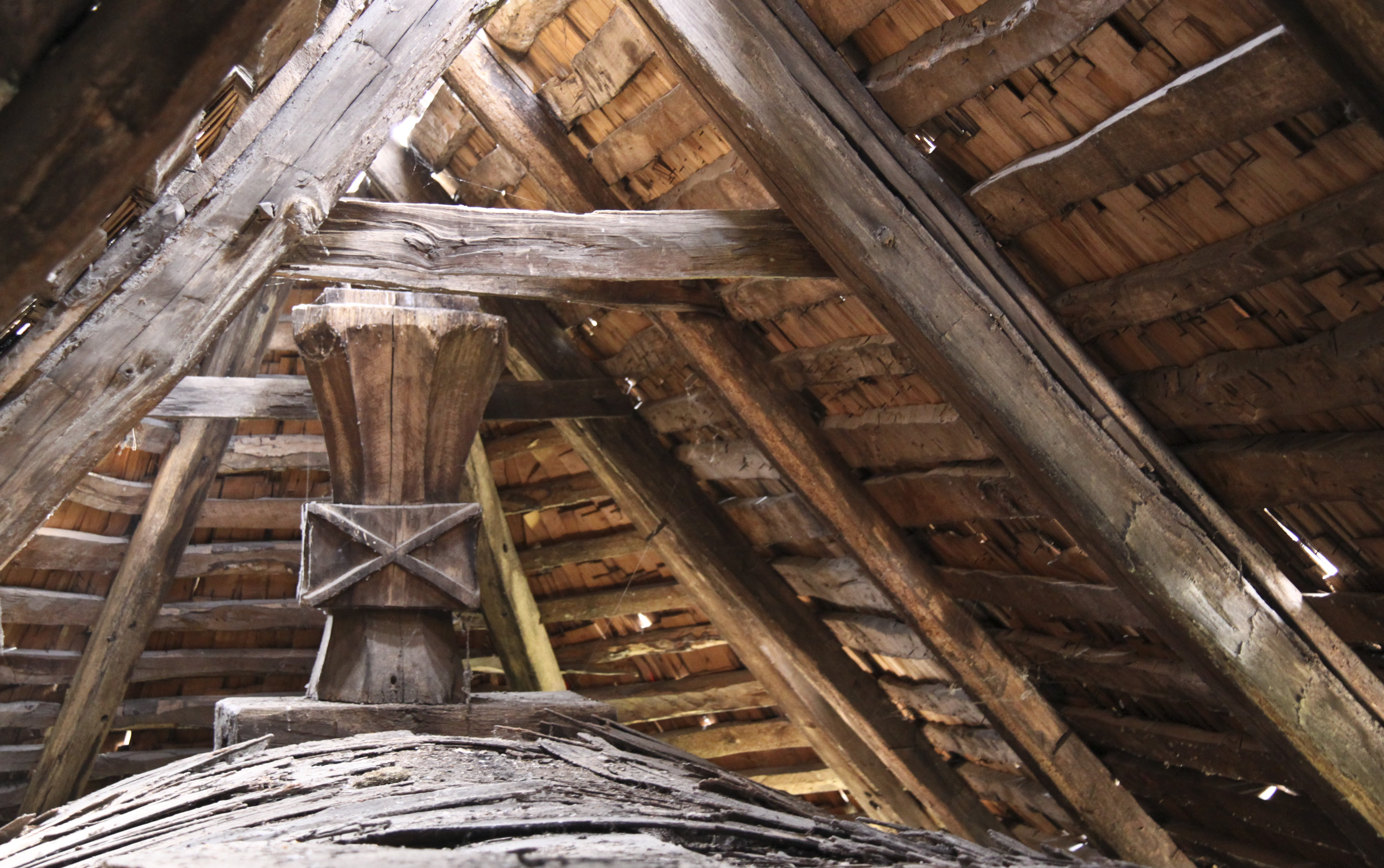
Masa veche a altarului, depozitată în pod, foto: 2010

Biserica de lemn din Nemoiu se află în localitatea Nemoiu, comuna Amărăști, județul Vâlcea. Biserica a fost ridicată înainte de 1832, la cumpăna secolelor 18 și 19. Poartă hramul „Sfântul Nicolae”. Structura construcției este bine păstrată. Se distinge prin sculpturi decorative în pridvor, funiile rămase pe portale, și prin masa de lemn originală păstrată în pod. Se mai păstrează pisania de la 1832, câteva icoane și poale de icoane vechi precum și fragmente de pictură pe pereți. Biserica este înscrisă pe noua listă a monumentelor istorice, LMI 2004: cod LMI VL-II-m-B-09835.

## Istoric
Momentul ridicării bisericii este necunoscut, însă se poate relativ data spre sfărșitul secolului 18 sau la începutul secolului următor. Pisania de peste intrare, surprinde numai o mutare pe locul actual: „Această sfântă și dumnezăiască biserică sau mutat a[i]cea d[i]n locul iei, cu ajutorul l[u]i Dumnezău și înu hramu Sfântului Necolae, de robii lui Dumnezău, Pomene [Gospodi], Mărinu ereu, Radu ereu, Pătru, leat 73.. .... și cu ajutoru tutuloru cilor ... ce [au] ajutatu, Voica erița, Sanda erița Mărinu Bad[i]a; 1832 săptevre 24. Și am scr[i]su Păt[r]u [ș]i Vladu cru[ceru]”.

## Imagini exterioare

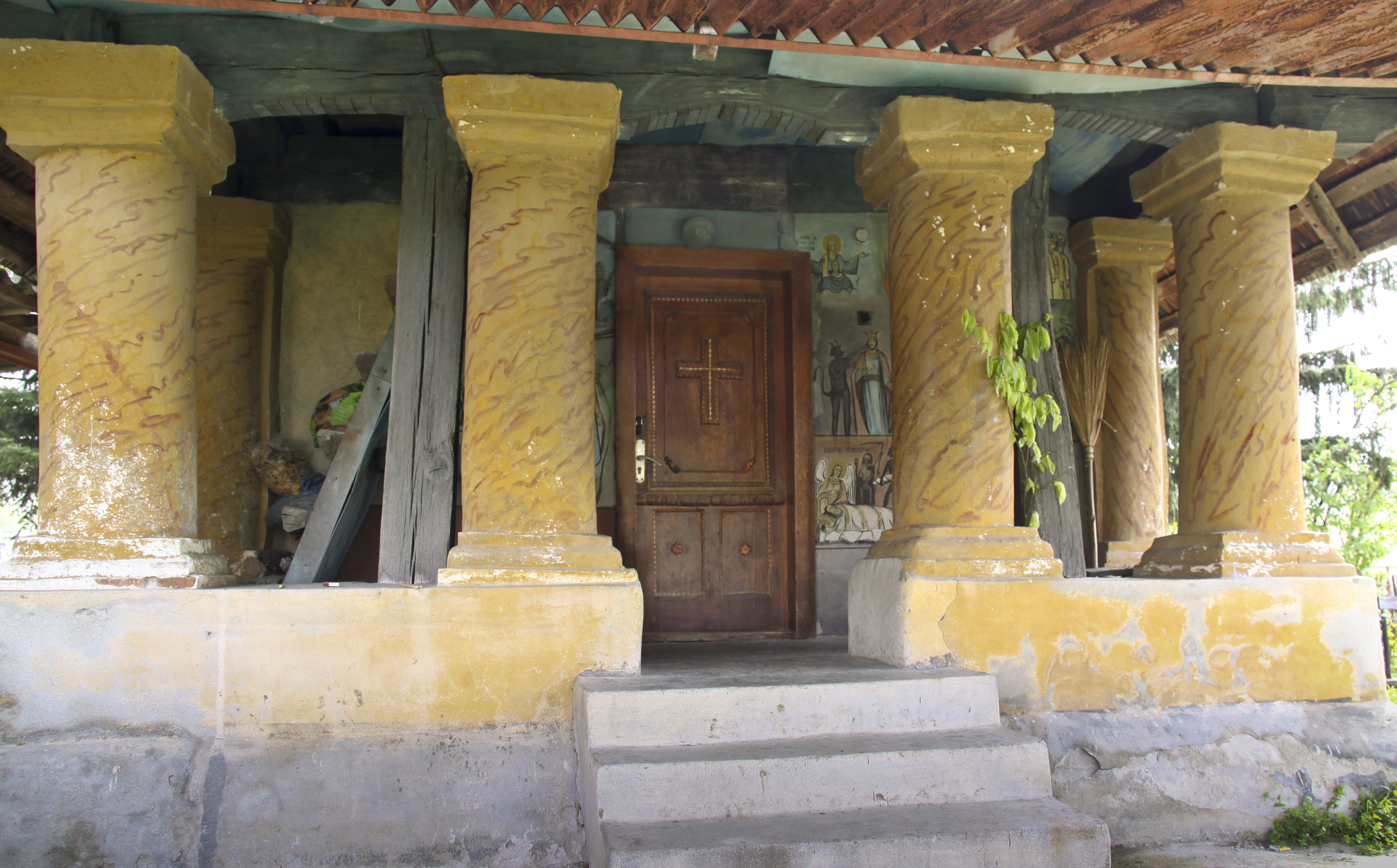
intrare în pridvor
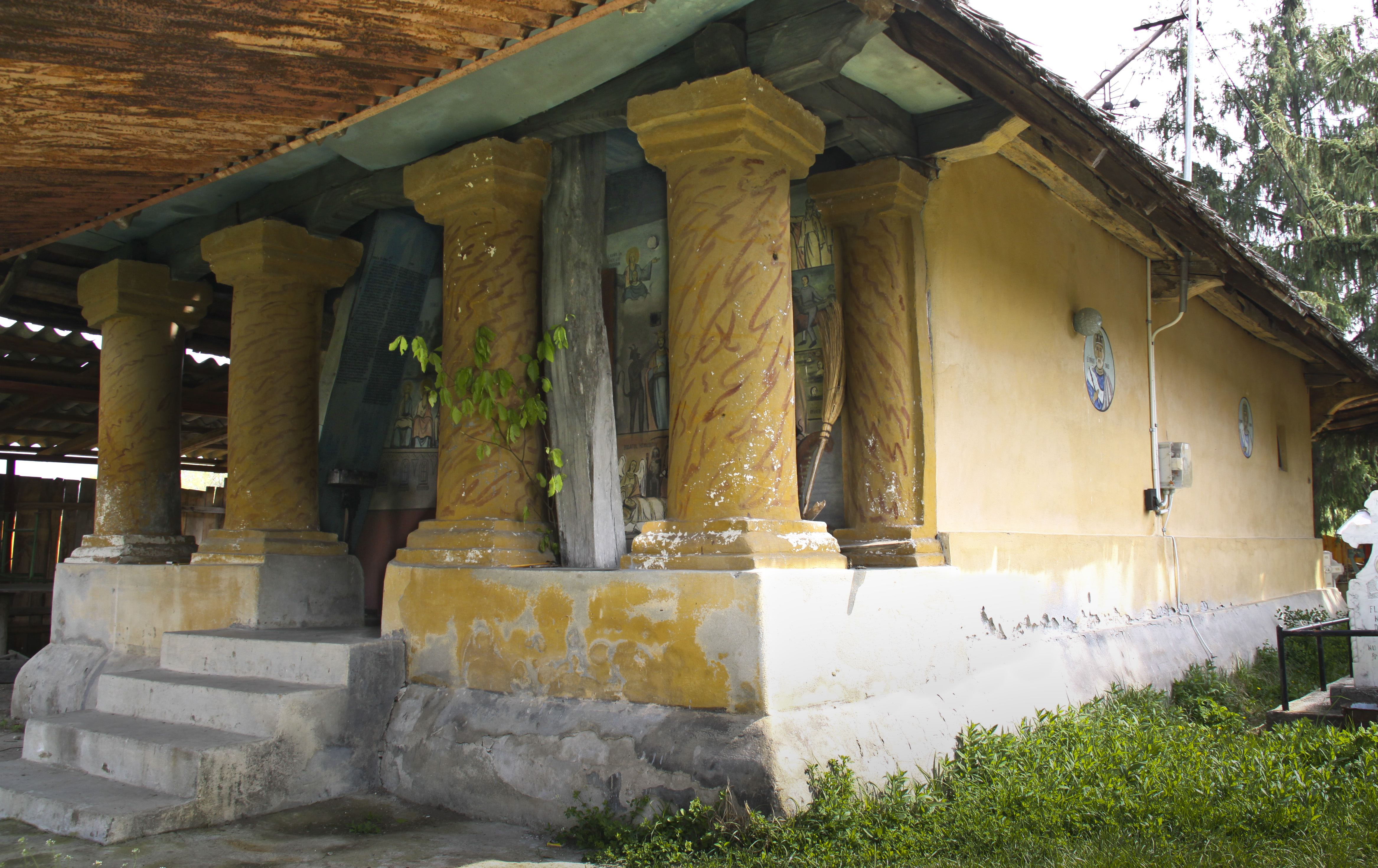
butea, sud-vest
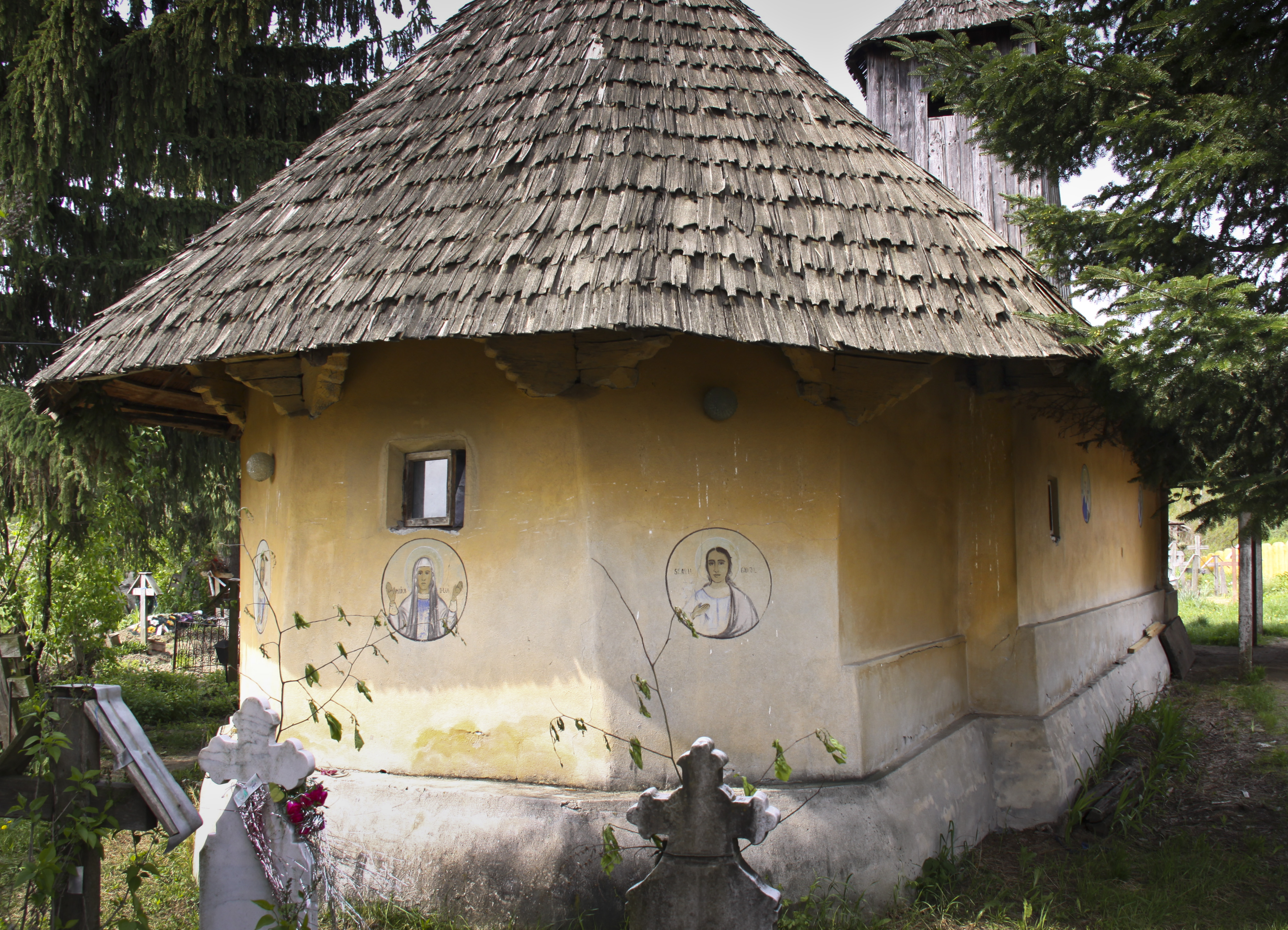
nord-est
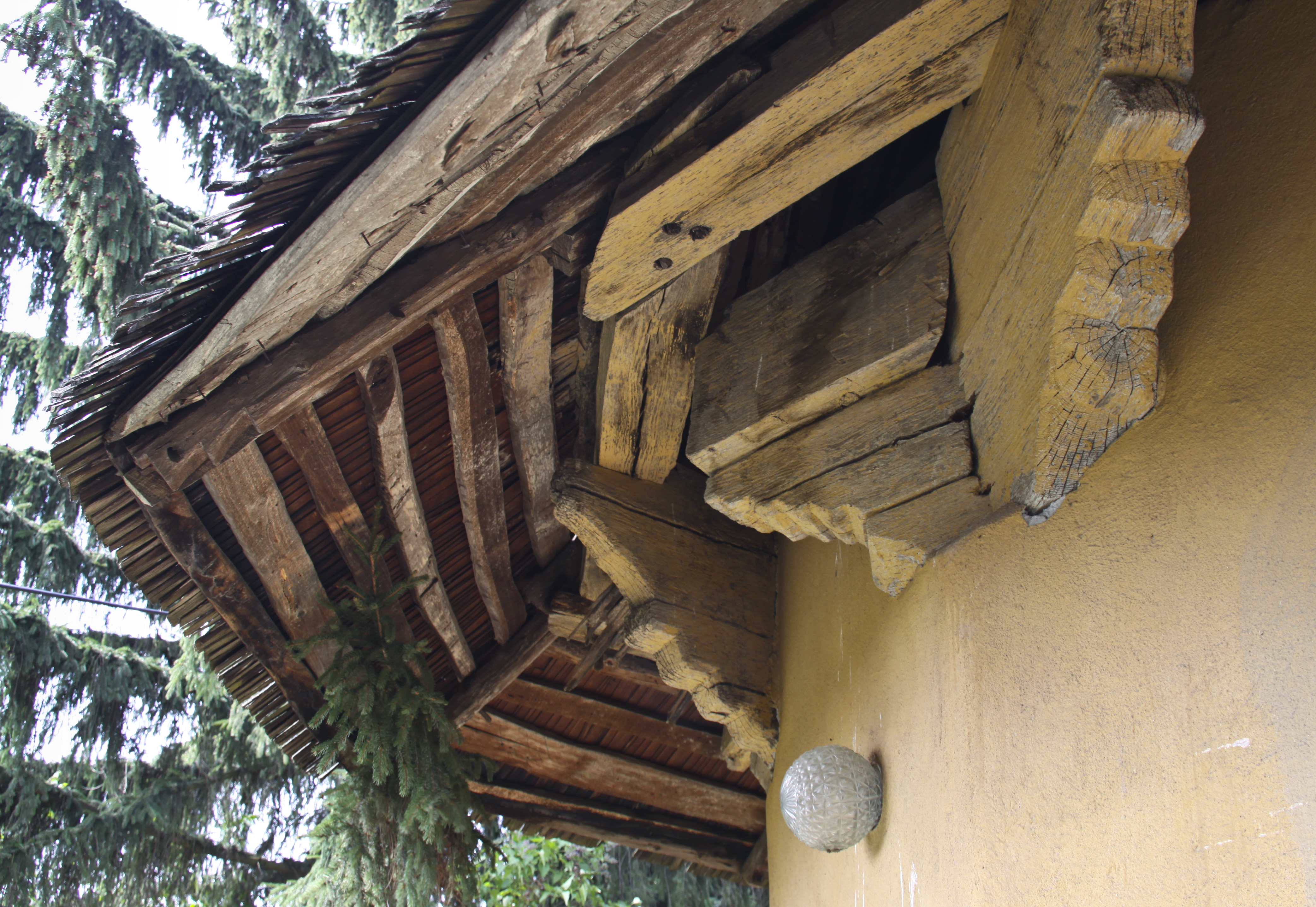
console sub streaşina altarului
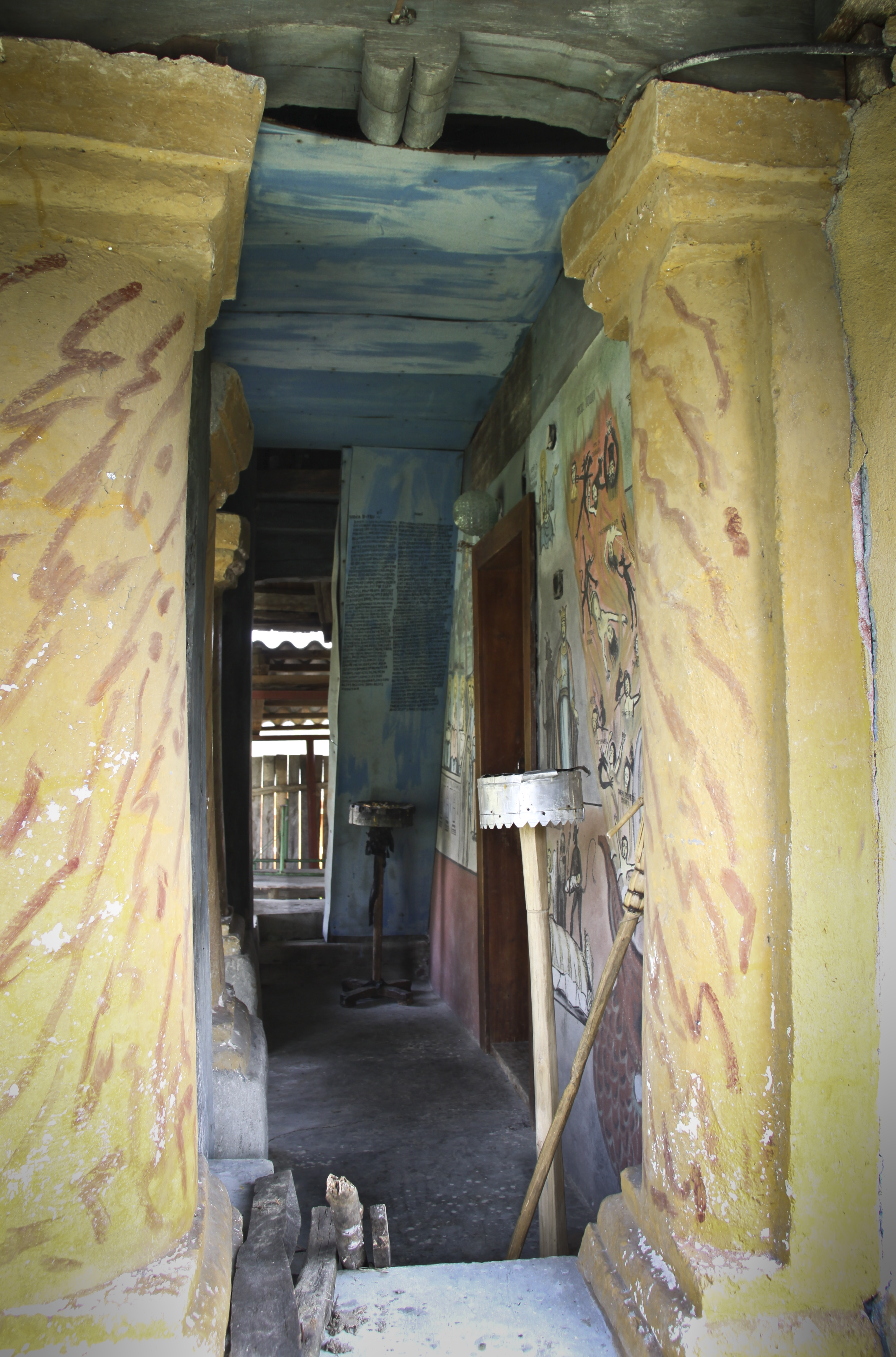
pridvor

## Imagini interioare

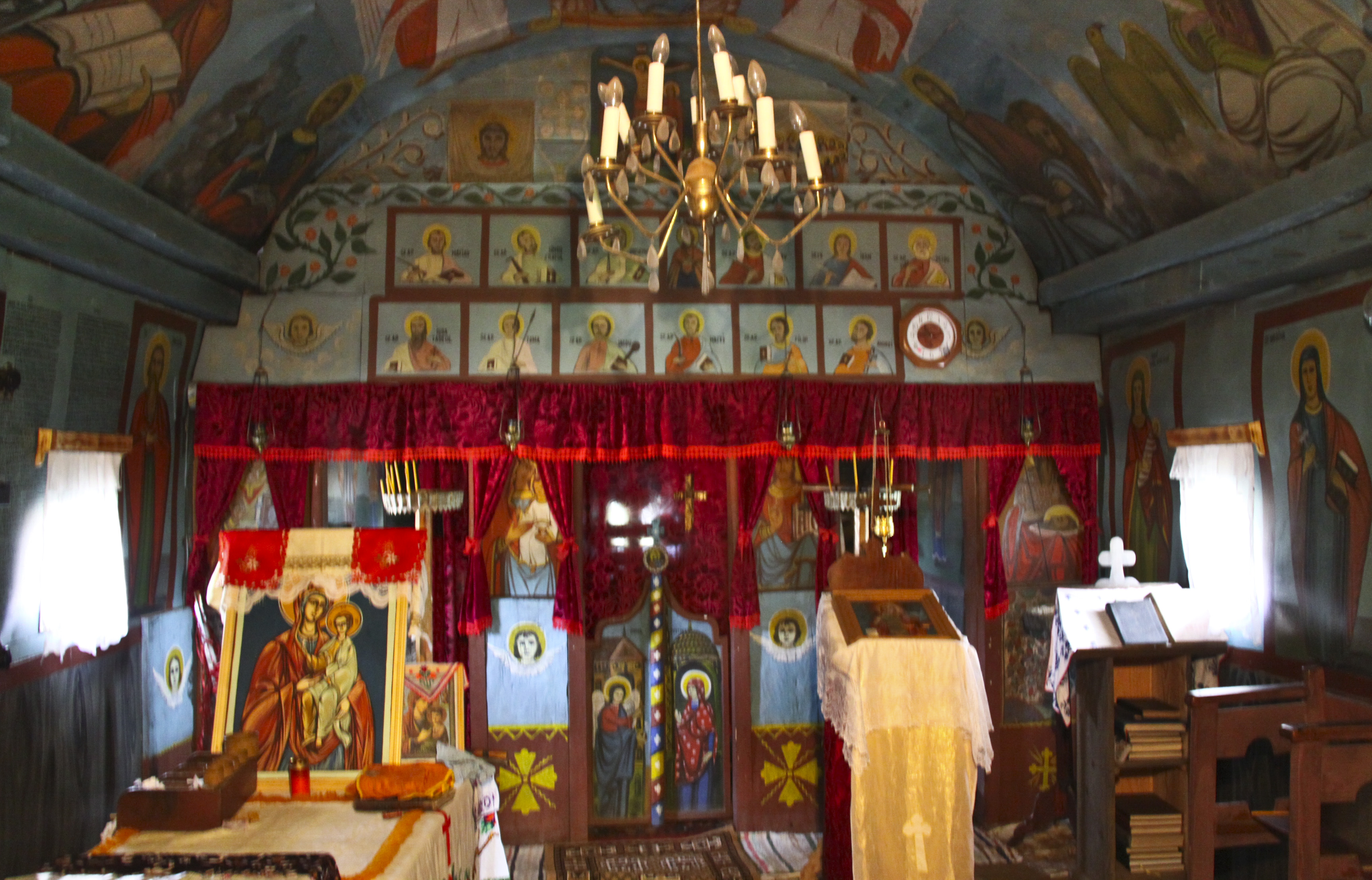
iconostas
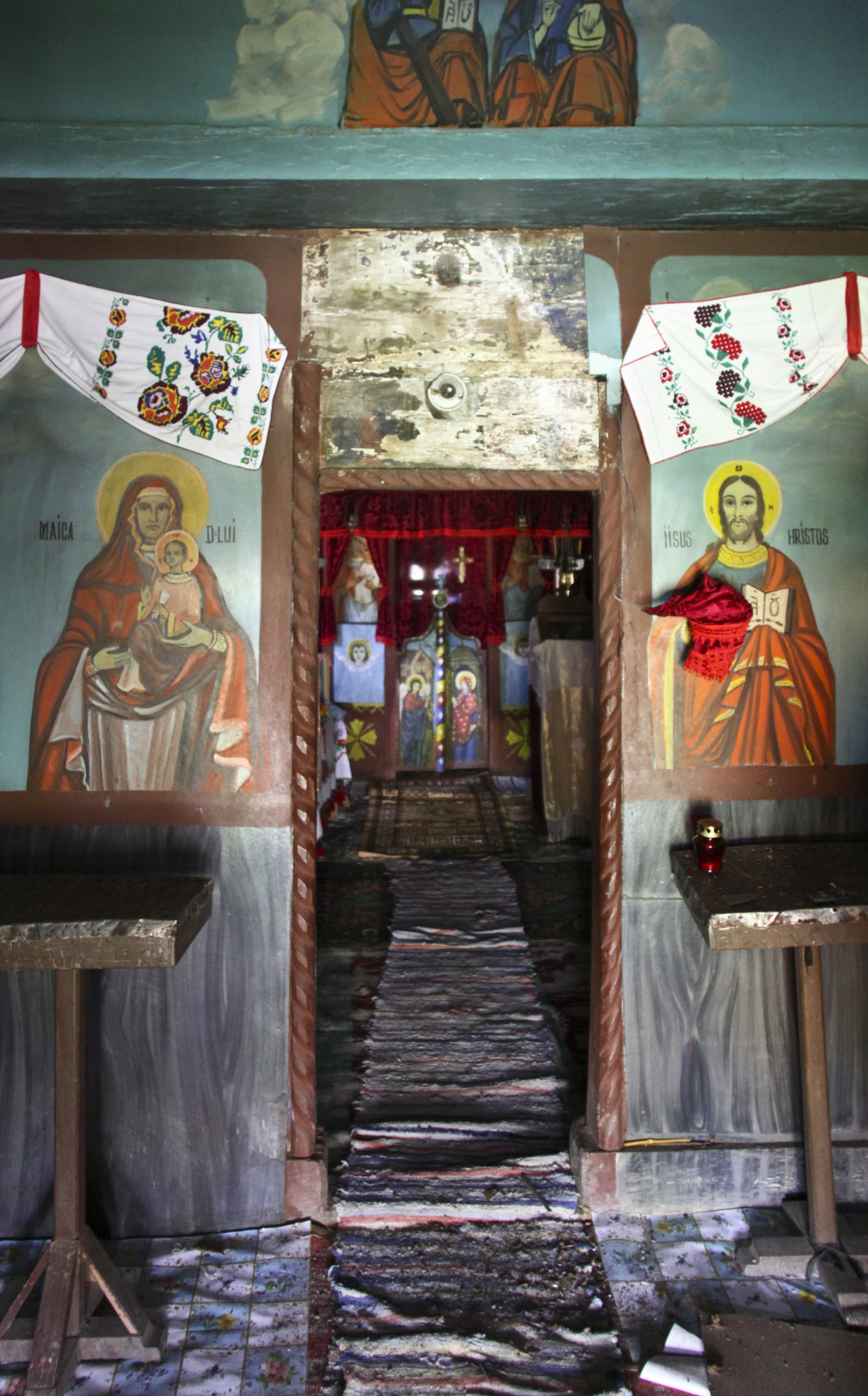
tinda
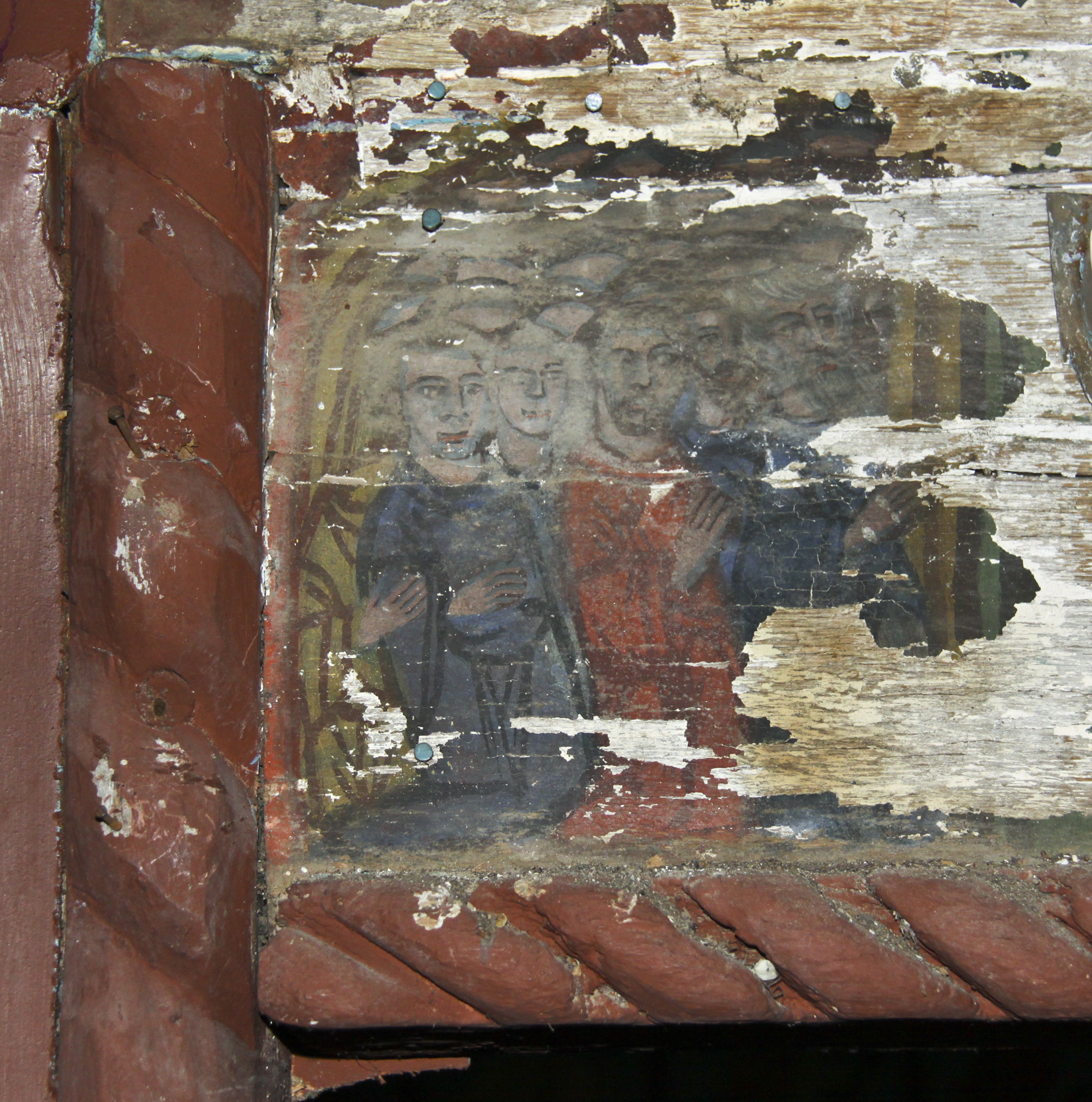
fragment pictură peste intrarea în naos
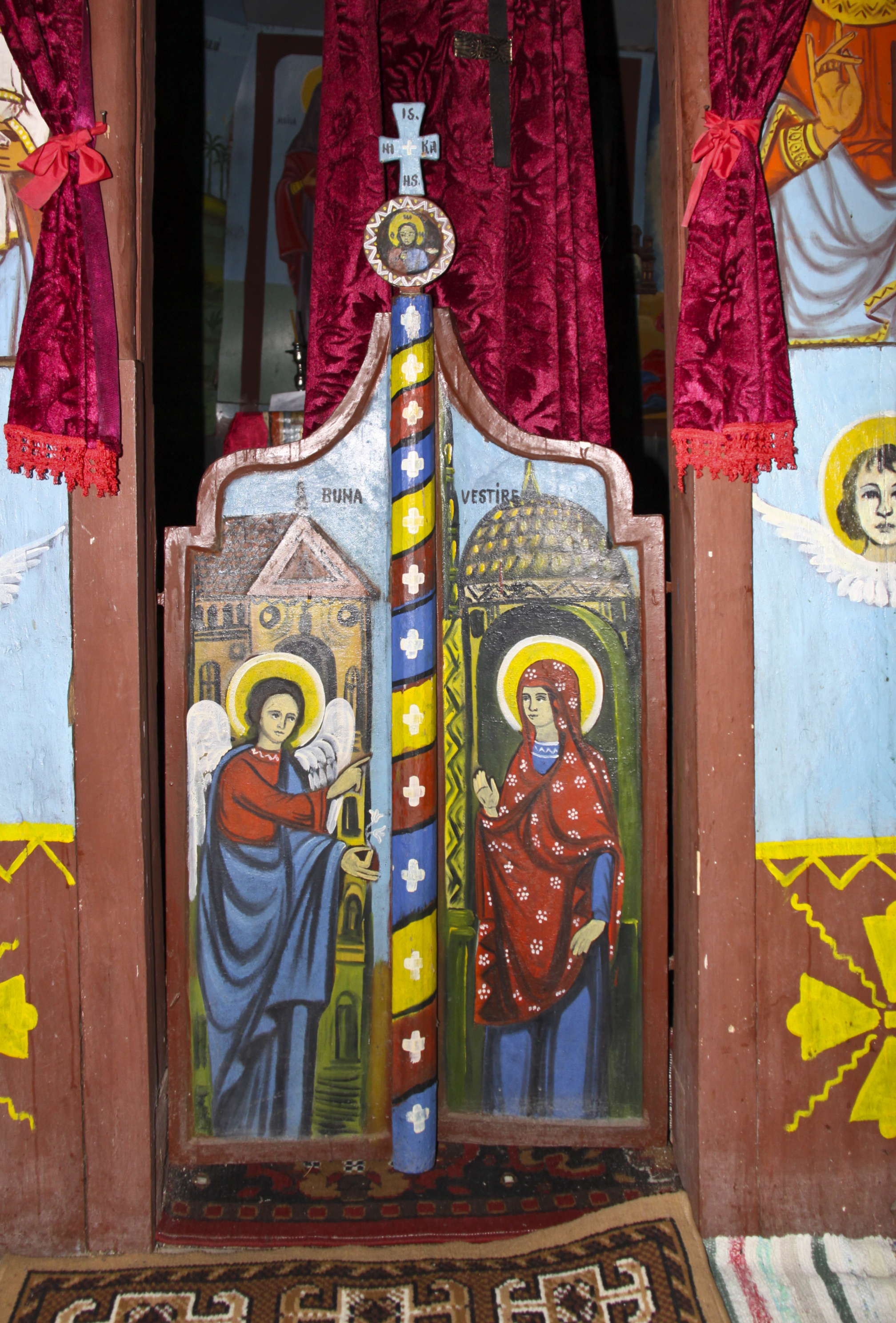
uşi împărăteşti
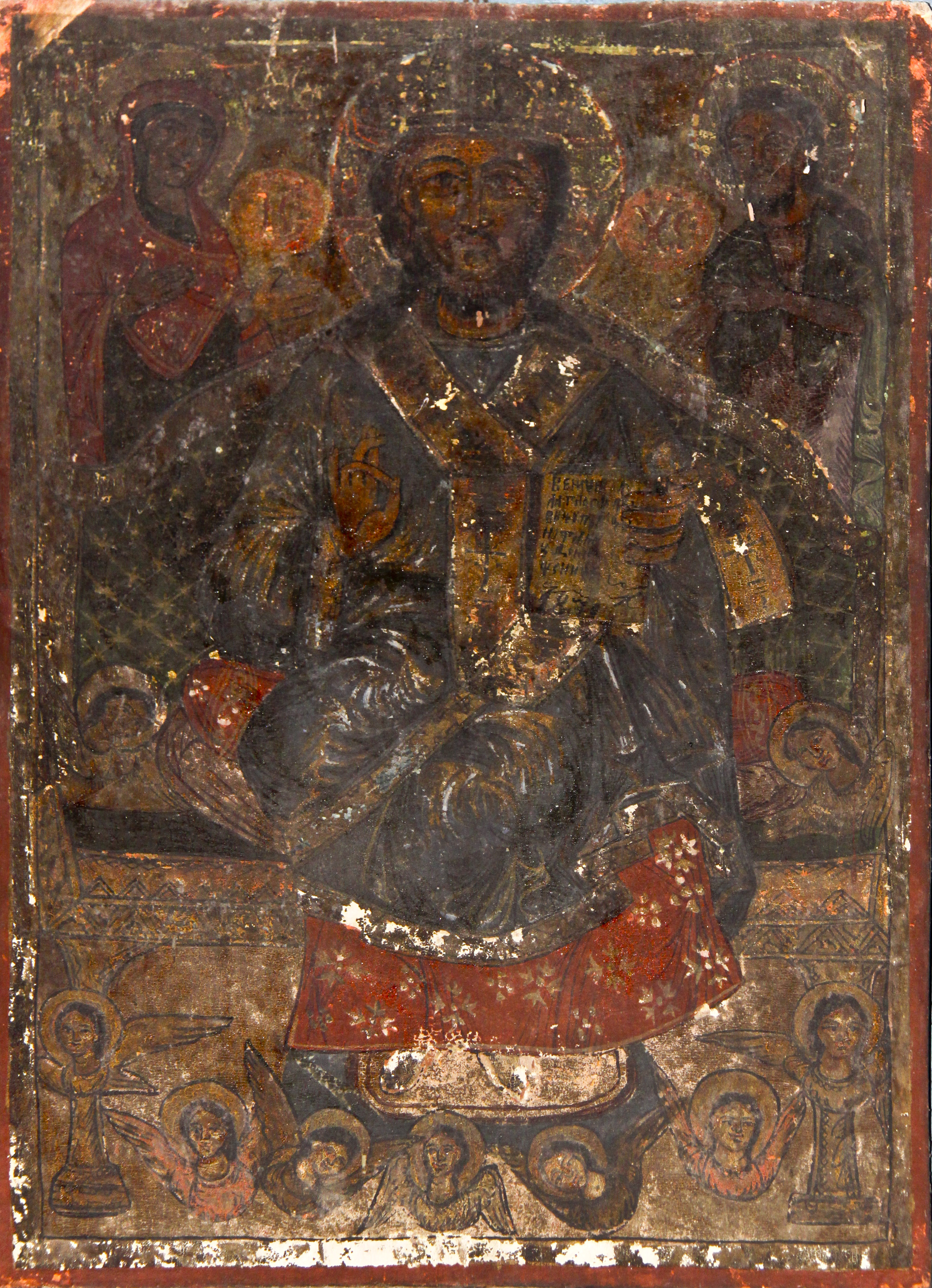
icoană împărătească
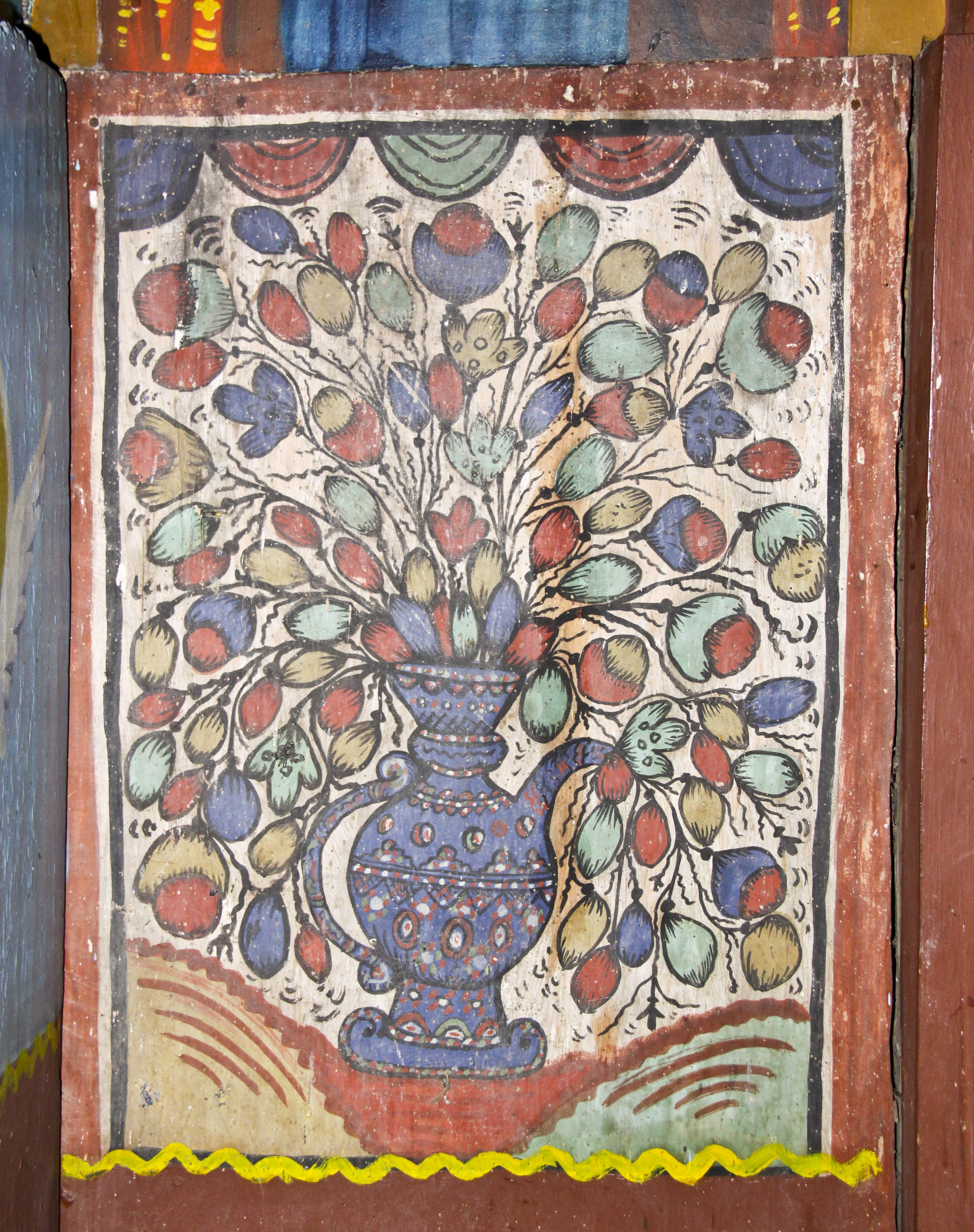
poală de icoană
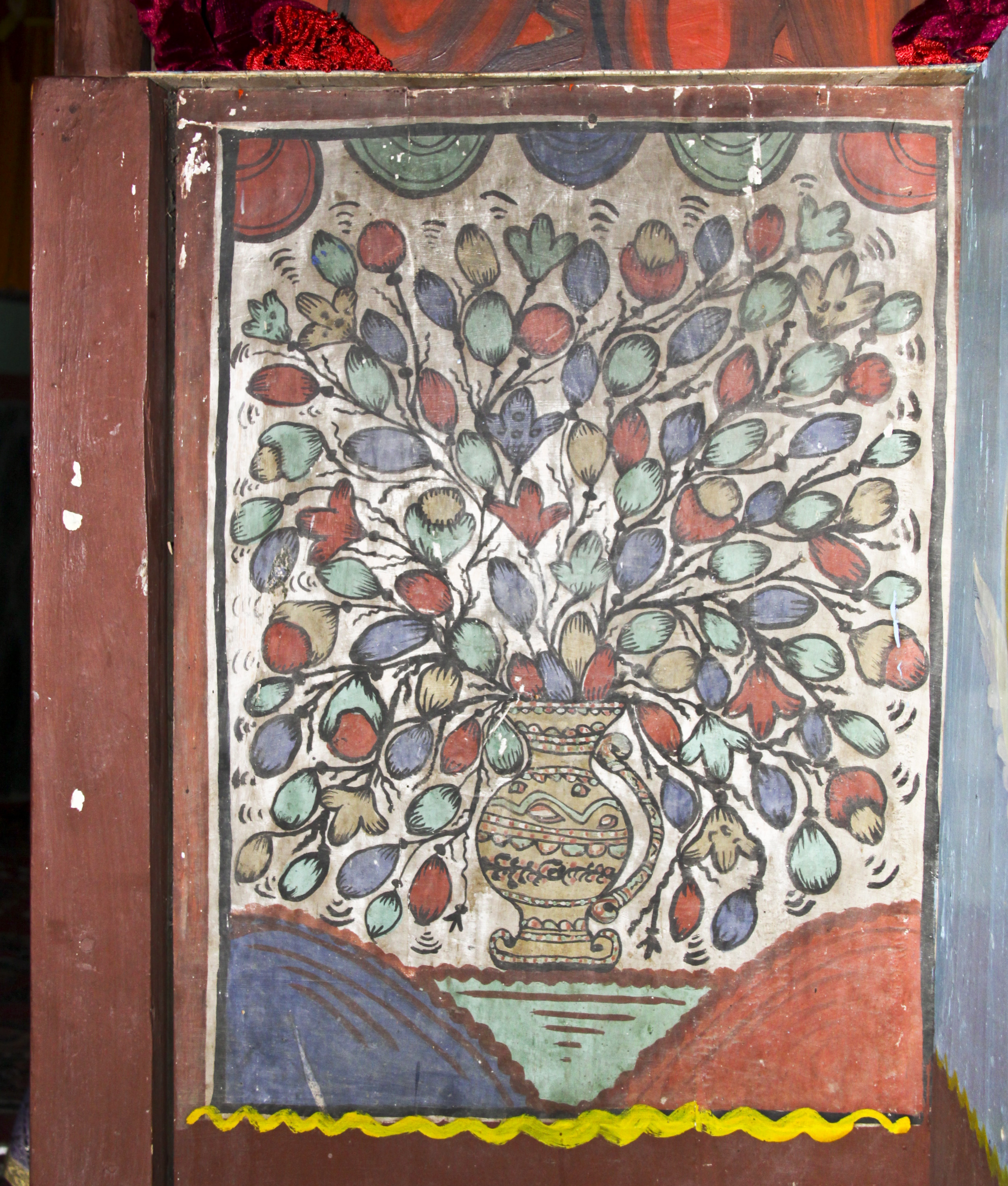
poală de icoană
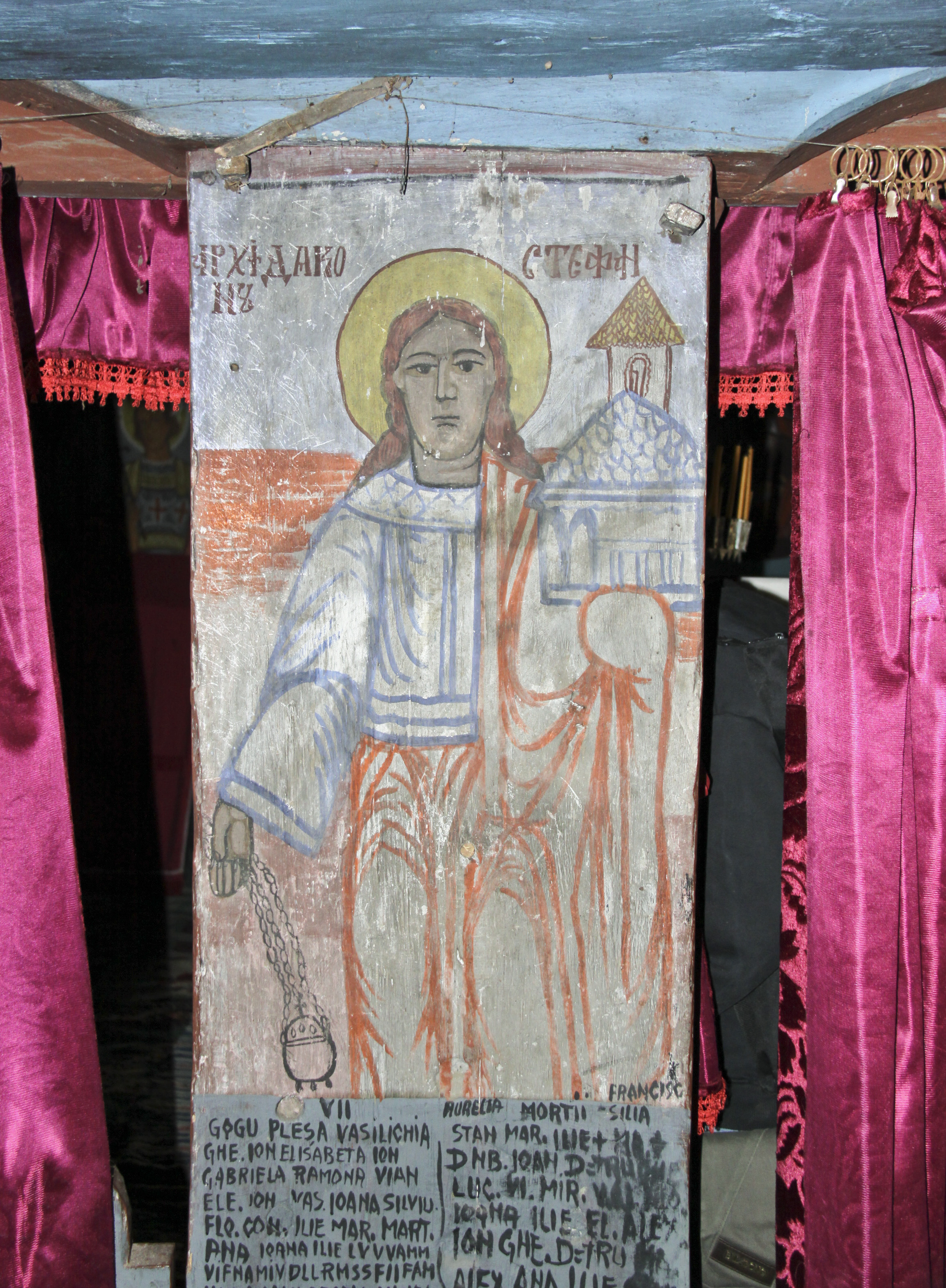
arhidiaconul Ştefan cu macheta bisericii în altar
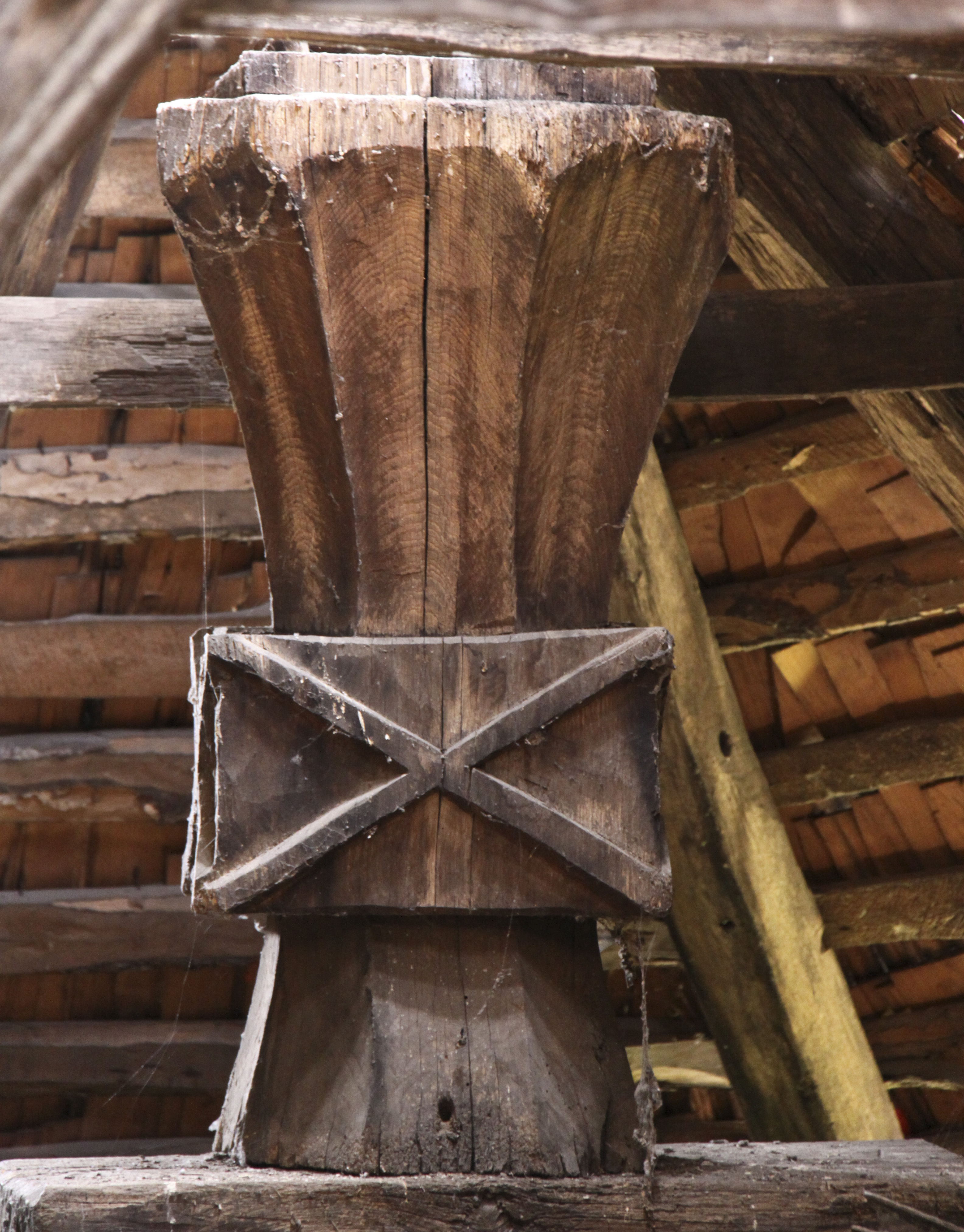
masa veche a altarului
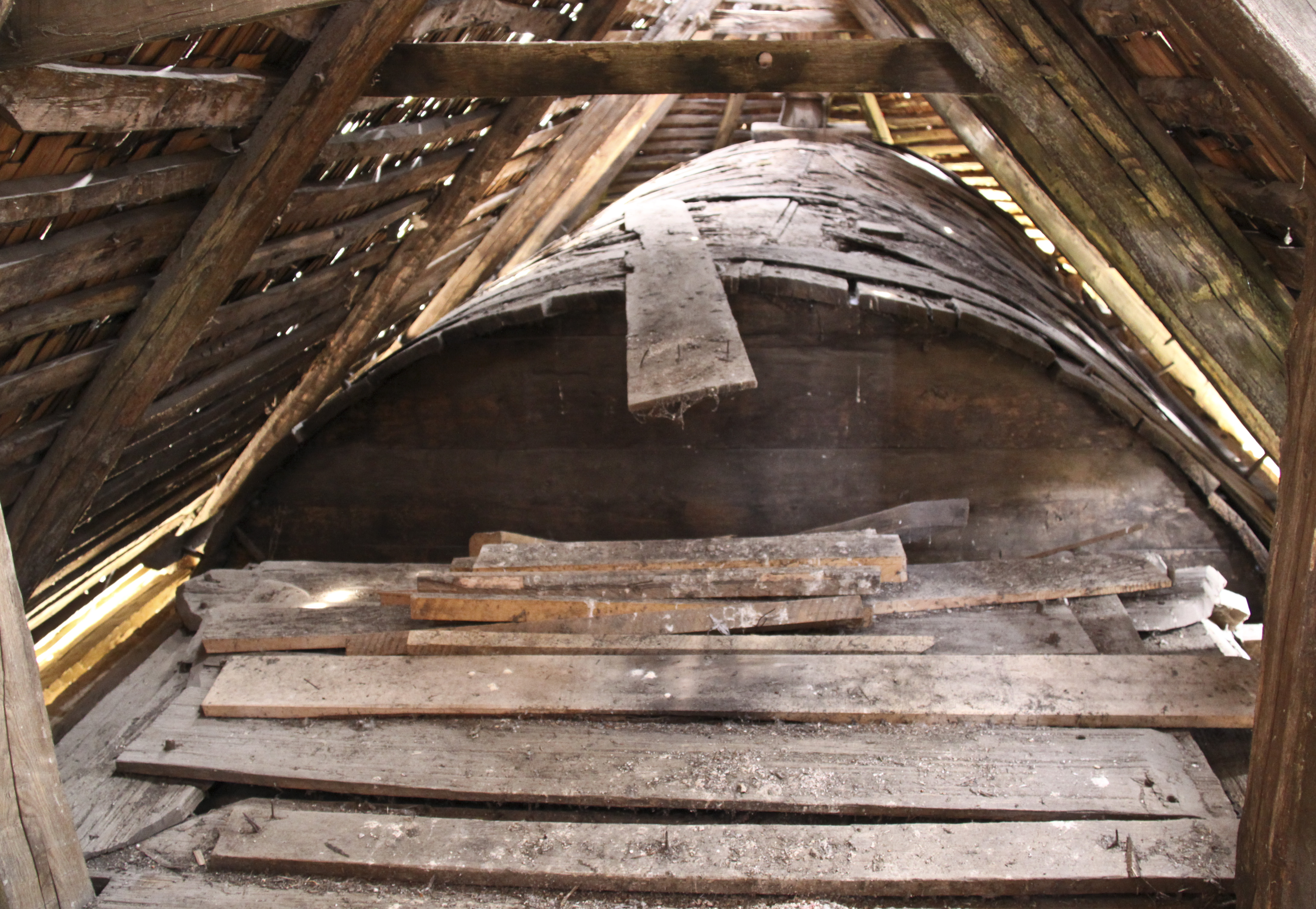
bolta în pod